# Philippe Chabot

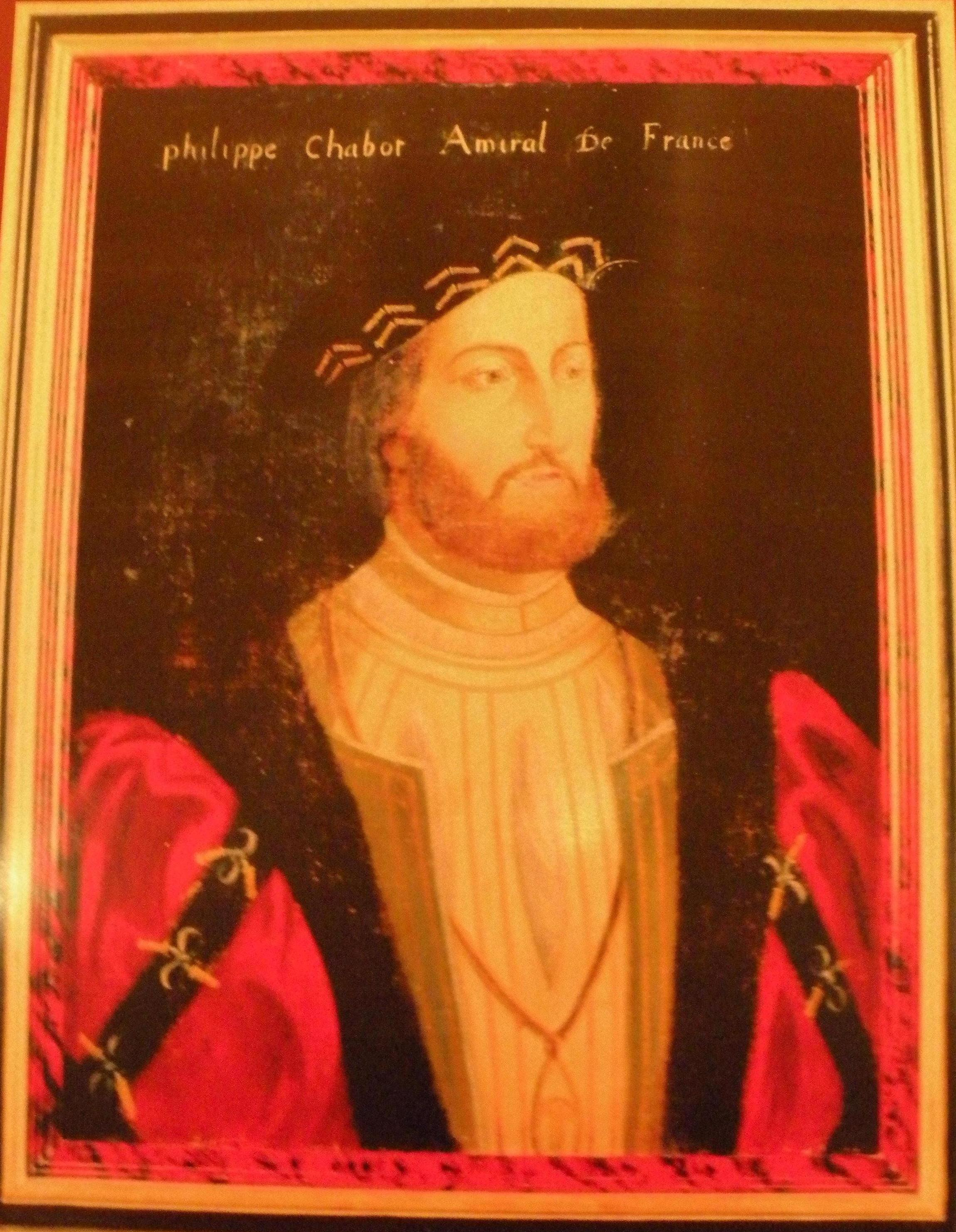
Philippe Chabot – Admiral von Frankreich

Philippe Chabot (* 1492; † 1. Juni 1543) oder Philippe de Chabot, Seigneur de Brion et Aspremont, Comte de Charny et Buzançois, war auch bekannt als Admiral De Brion. Unter König Franz I. bekleidete er das Amt des „Admiral von Frankreich“. Abgesehen von seinen diplomatischen und militärischen Tätigkeiten widmete sich Philippe Chabot in seiner Funktion als „Admiral von Frankreich“ der Ausrüstung der Expeditionen von Giovanni da Verrazzano und Jacques Cartier in die Neue Welt. Er selbst fuhr jedoch niemals zur See.

## Biographie
Philippe Chabot entstammte einer der ältesten und bedeutendsten Familien des Poitou. Er wurde als zweiter Sohn von Jacques Chabot, Baron de Jarnac, Seigneur d’ Aspremont et de Brion und Madeleine de Luxembourg geboren. Als Kind war er Spielkamerad des späteren französischen Königs Franz I. Nach dessen Thronbesteigung im Jahr 1515 stieg Chabot in höchste Ämter auf, wobei ihm seine Eheschließung (1526) mit Françoise de Longwy, einer Tochter der illegitimen Halbschwester Franz’ I., noch zusätzlich half. Er begleitete den König auf dessen Feldzug nach Italien (siehe: Italienkriege); nach der Schlacht bei Pavia (1525) wurde er zum „Admiral von Frankreich“ und zum Gouverneur des Herzogtums Burgund und der Normandie ernannt. In den Jahren 1533/1534 bekleidete er das Amt des Botschafters in England. Zusammen mit dem etwa gleichaltrigen Herzog Anne de Montmorency (1493–1567) leitete er das Staatswesen.
Auf dem Höhepunkt seiner Macht kommandierte er in den Jahren 1535/1536 die französischen Truppen in ihren Kämpfen gegen das Herzogtum Savoyen. Nach militärischen Eroberungen von Bresse, Savoyen und Piémont wurde er das Opfer eigenen Fehlverhaltens sowie von Hofintrigen: Er wurde von seinen Feinden bei Hofe – darunter auch Montmorency – wegen Bestechlichkeit und Unterschlagung angeklagt und – zusätzlich zur Verbannung und dem Einzug seiner Güter – zu einer Geldstrafe von 1,5 Millionen Livres verurteilt, was ihn finanziell ruinierte. Im Jahr 1542 wurde er von Franz I. begnadigt und wieder in seine Ämter eingesetzt. Seine Gesundheit war jedoch schon so angegriffen, dass er im Jahr darauf verstarb.

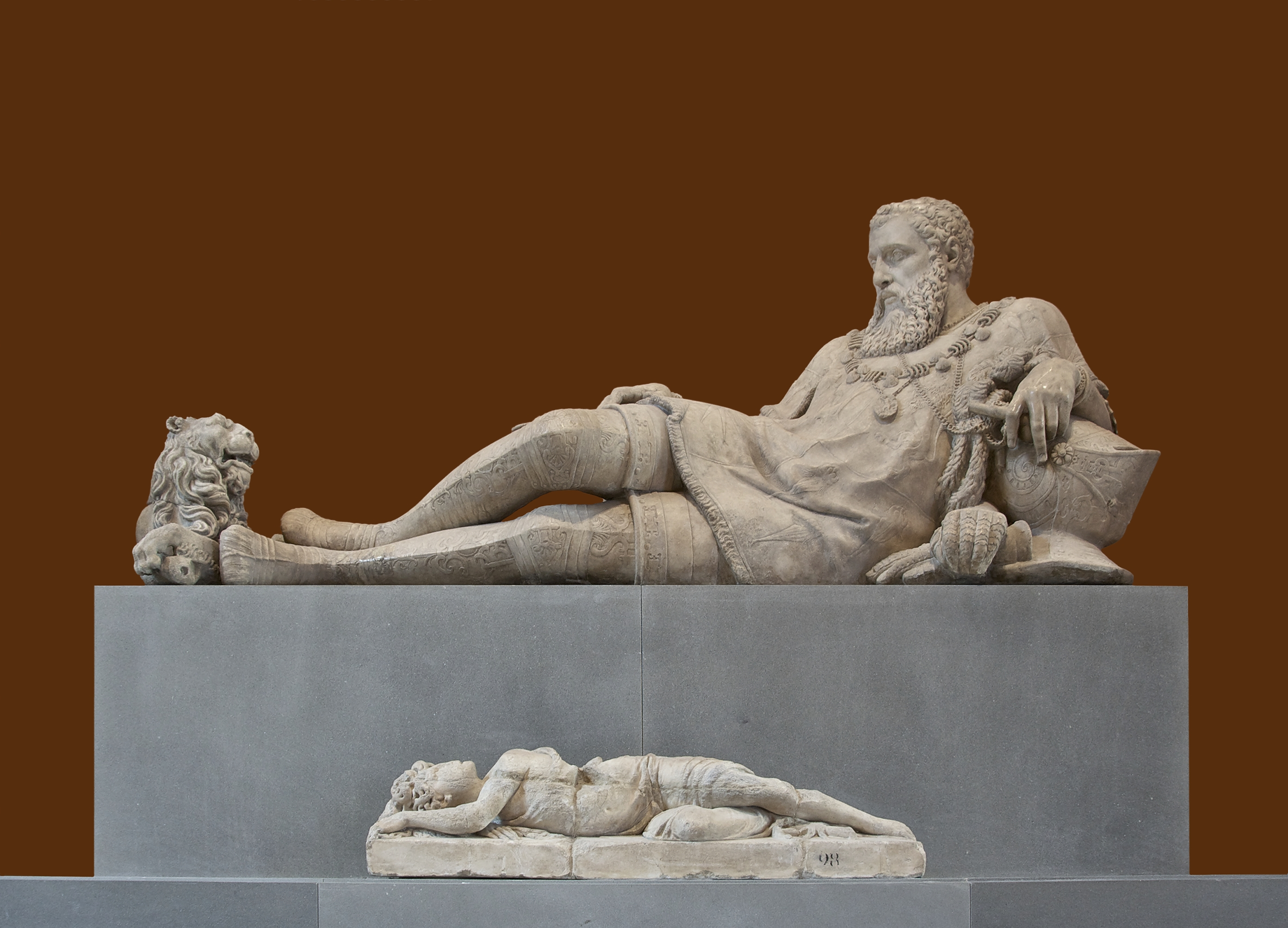
Das Grabmal (gisant) von Philippe Chabot (heute im Louvre) gehört zu den wichtigsten Bildhauerarbeiten der Renaissance in Frankreich.

## Ehe und Kinder
Philippe Chabot heiratete am 10. Januar 1526 Françoise de Longwy, die Tochter von Jean IV. de Longwy, Herr von Givry, Baron von Pagny und von Mirebeau († 1520) und Jeanne d’Angoulême, einer illegitimen Halbschwester Franz’ I. Aus der Ehe gingen sechs Kinder hervor, über deren Lebensdaten nur wenig bekannt ist:
- Léonor Chabot, Graf von Charny (1526–1597)
- François Chabot, Marquis von Mirebeau
- Françoise Chabot de Charny
- Antoinette Chabot de Charny (*um 1532); ⚭ 19. Februar 1550 Jean VI. d’Aumont, 1579 Marschall von Frankreich (Haus Aumont)
- Anne Chabot de Charny
- Jeanne Chabot de Charny, Äbtissin von Porcelet

## Rezeption
Die Auseinandersetzung zwischen Philippe Chabot und Anne de Montmorency wurde in der 1. Hälfte des 17. Jahrhunderts vom englischen Dramatiker George Chapman zu einem Theaterstück verarbeitet (The Tragedy of Chabot, Admiral of France) und von James Shirley überarbeitet und herausgebracht.